# Aloe pienaarii
Aloe pienaarii ist eine Pflanzenart der Gattung der Aloen in der Unterfamilie der Affodillgewächse (Asphodeloideae). Das Artepitheton pienaarii ehrt P. J. Pineaar, der die Art entdeckte.

## Beschreibung

### Vegetative Merkmale
Aloe pienaarii wächst stammlos, ist einzeln oder bildet kleine Gruppen. Die steif aufrechten, lanzettlich spitz zulaufenden Laubblätter bilden eine kompakte Rosette. Die dunkel gräulich grüne, rötlich überhauchte Blattspreite ist bis zu 90 Zentimeter lang und 12 bis 15 Zentimeter breit. Die stechenden, deltoiden, bräunlich gespitzten Zähne am Blattrand sind 1 bis 2 Millimeter lang und stehen 4 bis 6 Millimeter voneinander entfernt.

### Blütenstände und Blüten
Der aufrechte Blütenstand weist vier bis acht Zweige auf und ist bis zu 175 Zentimeter lang. Die sehr dichten, schmal zylindrisch-zugespitzten Trauben sind 25 bis 50 Zentimeter lang und 7 Zentimeter breit. Die breit eiförmigen, lang spitz zulaufenden Brakteen weisen eine Länge von 17 bis 22 Millimeter auf und sind 12 Millimeter breit. Die hell scharlachroten, gelegentlich gelb gespitzten Blüten stehen an etwa 20 Millimeter langen Blütenstielen. Die Blüten sind zylindrisch-dreieckig und 30 bis 45 Millimeter lang. Auf Höhe des Fruchtknotens weisen sie einen Durchmesser von 9 bis 10 Millimeter auf. Ihre äußeren Perigonblätter sind nicht miteinander verwachsen. Die Staubblätter und der Griffel ragen etwa 3 Millimeter aus der Blüte heraus.

## Systematik und Verbreitung
Aloe pienaarii ist im Süden der südafrikanischen Provinz Limpopo, in Eswatini und der Südspitze von Mosambik an flachen, offen Stellen oder auf felsigen Hängen des Buschvelds in Höhen von 140 bis 1300 Metern verbreitet.
Die Erstbeschreibung durch Illtyd Buller Pole-Evans wurde 1915 veröffentlicht.

## Nachweise